# Android recovery mode

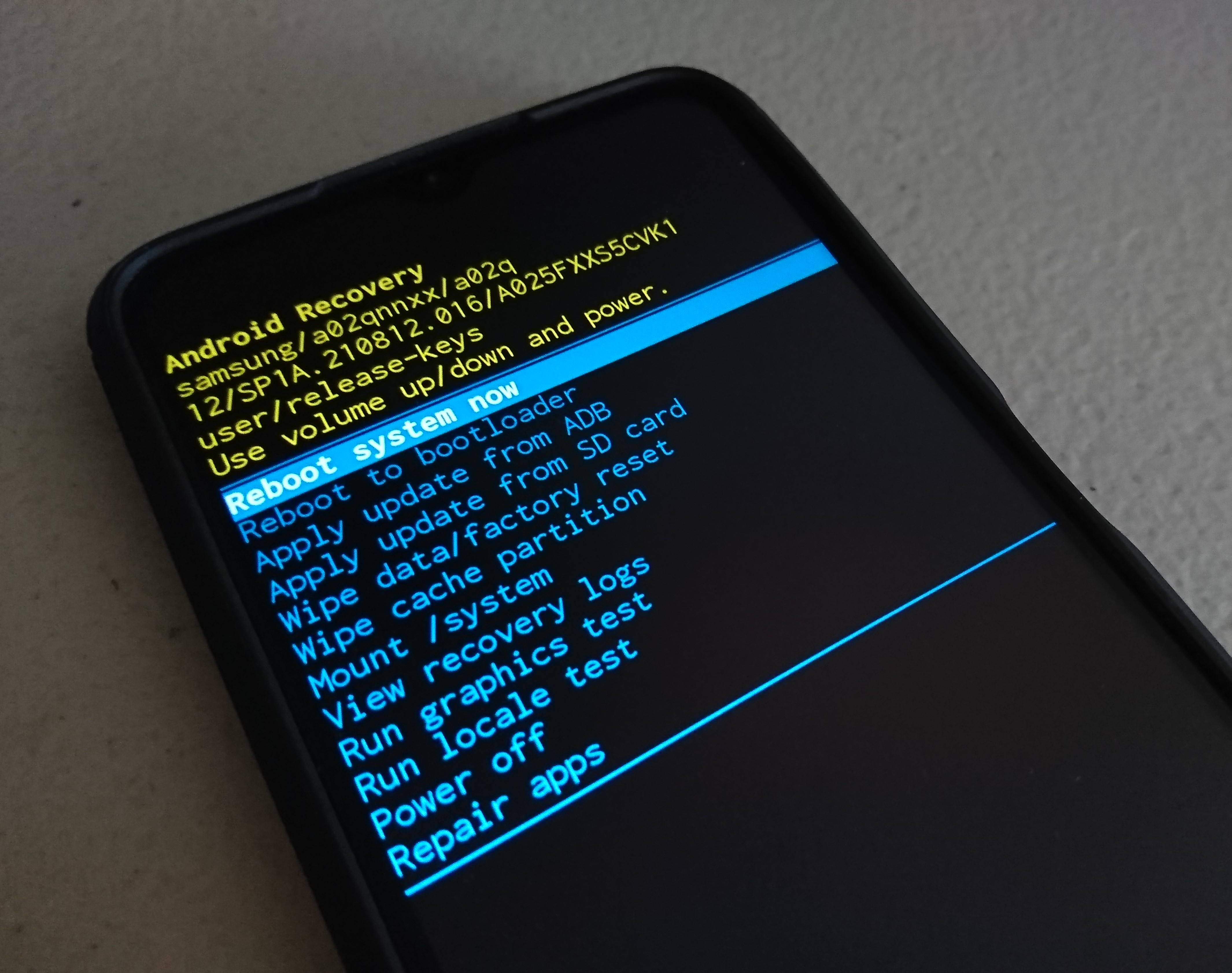
Un Samsung Galaxy A02s avviato in recovery mode

La modalità di recupero Android, anche detta recovery mode, è una modalità di Android utilizzata per installare aggiornamenti e per cancellare i dati. È composta da un kernel Linux con ramdisk su una partizione separata rispetto al sistema Android principale.
La recovery mode può essere utile quando un telefono è bloccato in un loop di avvio (bootloop) o quando è stato infettato da malware.

## Modalità di ingresso nella recovery mode
Il metodo per accedere alla recovery mode varia in base alla marca del dispositivo.
Esempi:
- Dispositivi Zebra e simbolo: tasto sinistro di scansione/azione
- Nexus 7: Volume Su + Volume Giù + Power
- Samsung Galaxy S3: Volume Su + Home + Power
- Motorola Droid X: Home + Power
- Dispositivi Samsung più vecchi: Home
- Samsung Galaxy A10s: Volume Su + Power

## Caratteristiche
Le funzionalità della recovery mode solitamente includono:
- Applicazione di aggiornamenti tramite Android Debug Bridge (ADB)
- Applicazione di aggiornamenti dalla scheda SD
- Reset completo del dispositivo
- Montaggio delle partizioni
- Esecuzione di un test di sistema

## Recovery personalizzata

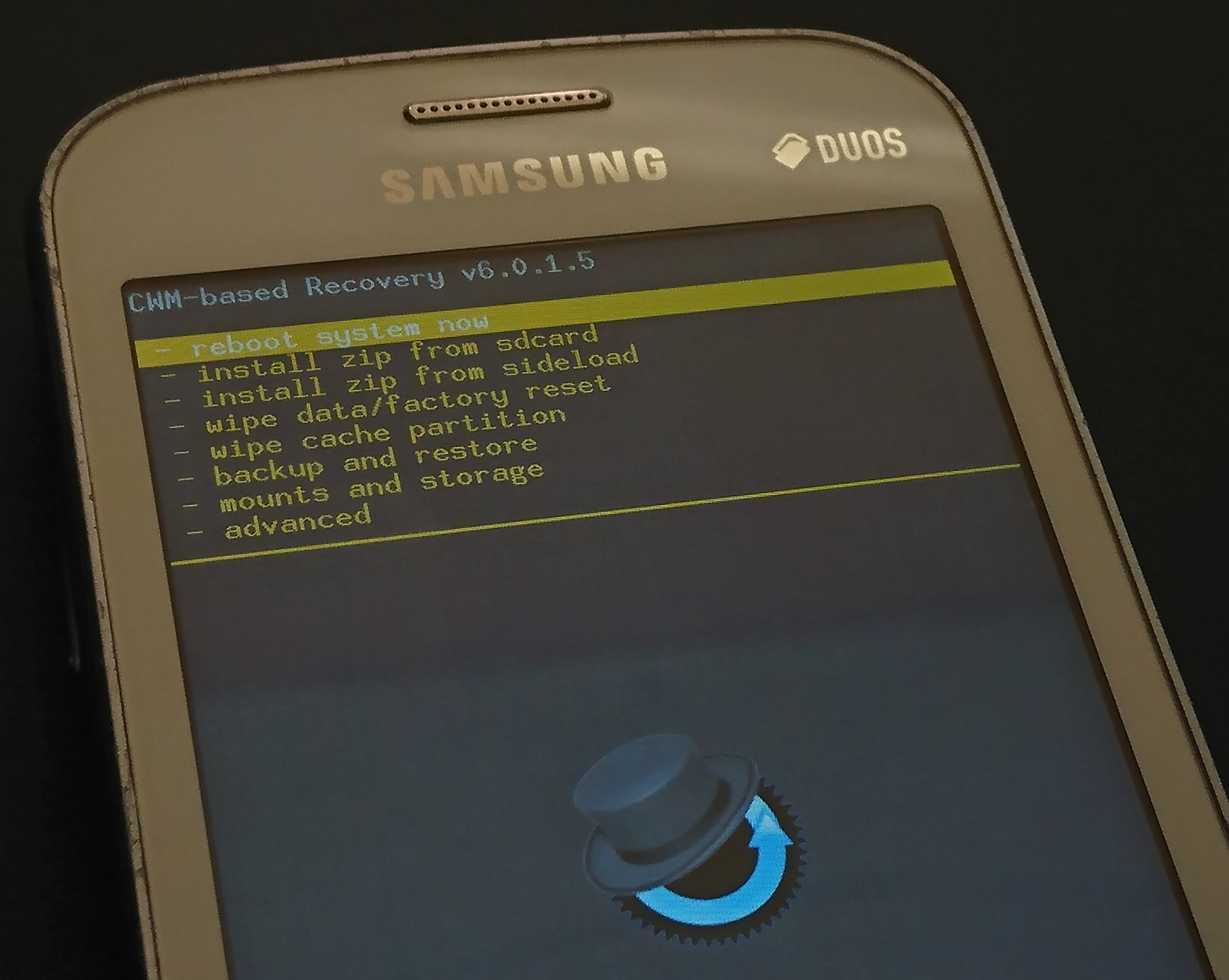
Un Samsung Galaxy Trend Lite, avviato in ClockWorkMod Recovery.

La recovery preinstallata su Android può essere sostituita da altri software, come TWRP, OrangeFox o ClockWorkMod. Essa può includere funzionalità come:
- Backup e ripristino completi
- Applicazione di pacchetti di aggiornamento non firmati
- Accesso USB in modalità di archiviazione di massa alle schede SD
- Accesso completo a ADB, con ADB in modalità root